# Астратенко, Владимир Ильич
Владимир Ильич Астратенко (10 февраля 1951) — советский футболист, полузащитник, советский и белорусский футбольный тренер.

## Биография
Воспитанник гомельской ДЮСШ, тренер — Владимир Петрович Астахов. В качестве футболиста провёл два сезона (1976—1977) за «Машиностроитель» (Гомель) во второй лиге, а также играл в соревнованиях коллективов физкультуры.
В 1988 году входил в тренерский штаб «Гомсельмаша», был помощником Юрия Головея. В 1990—1991 годах возглавлял команду КФК «Спутник» / «Ведрич» (Речица), в 1991 году привёл её к победе во второй лиге первенства Белорусской ССР.
В начале 1992 года возглавил «Гомсельмаш», испытывавший в то время проблемы с финансами и составом. В дебютном сезоне высшей лиги Белоруссии команда финишировала последней, проиграв 11 матчей из 15, в том числе 10 игр подряд и 7 — с крупным счётом, и потерпела самое крупное домашнее поражение в истории 0:6 от могилёвского «Днепра». В сезоне 1992/93 состав клуба был усилен и «Гомсельмаш» финишировал 10-м, однако в ходе сезона 1993/94 снова шёл в конце таблицы и в конце 1993 года тренер ушёл в отставку.
В 1995 году и первой половине 1996 года снова работал в «Ведриче». Команда выступала неудачно и занимала места в конце турнирной таблицы высшей лиги, а по итогам сезона 1996 года понизилась в классе. Затем тренер возглавлял игравший в первой лиге «Коммунальник» (Светлогорск) и несколько лет работал в структуре клуба «Вертикаль» (Калинковичи), где ассистировал Игорю Череневу и одно время был главным тренером[уточнить]. С 2006 года работал детским тренером в гомельской СДЮШОР-8.